# 11 (число)
Вижте пояснителната страница за други значения на 11.
Единайсет (също и единадесет) е естествено число, предхождано от десет и следвано от дванайсет. С арабски цифри се изписва 11, а с римски – XI. Числото 11 е съставено от двукратно изписаната цифра от позиционните бройни системи 1 (едно).

## Математика
- 11 е нечетно число.
- 11 е петото просто число.
- 11 е пермутационно просто число.
- 11 е осмото безквадратно число.
- 11 и 13 са третата двойка прости числа близнаци.
- 11 е репюнит (число, съставено само от единици).
- 11 е репдиджит (число, съставено от една и съща цифра).
- 11 е палиндромно число (еднакво при прочитане и в двете посоки), както и степените му до 4-та:
  - 112 = 121
  - 113 = 1331
  - 114 = 14641
- 11 е най-малкото двуцифрено число с еднакви цифри.
- sin(11) ≈ -1.
- Многоъгълник с 11 страни (и ъгли) се нарича единадесетоъгълник или хендекагон (ундекагон). Правилният единадесетоъгълник има вътрешен ъгъл от приблизително 147,27°.

## Други
- Единайсетият месец на годината е ноември.
- Химичният елемент под номер 11 (с 11 протона в ядрото на всеки свой атом) е натрий.
- 11 е броят на играчите на терена в стандартен отбор по футбол.
- Разстоянието, от което се изпълнява дузпа във футбола, е 11 метра.
- 11 точки е минимумът за победа в гейм на тенис на маса.
- При хората 11-о и 12-о ребро са плаващи.